# Nasalborste

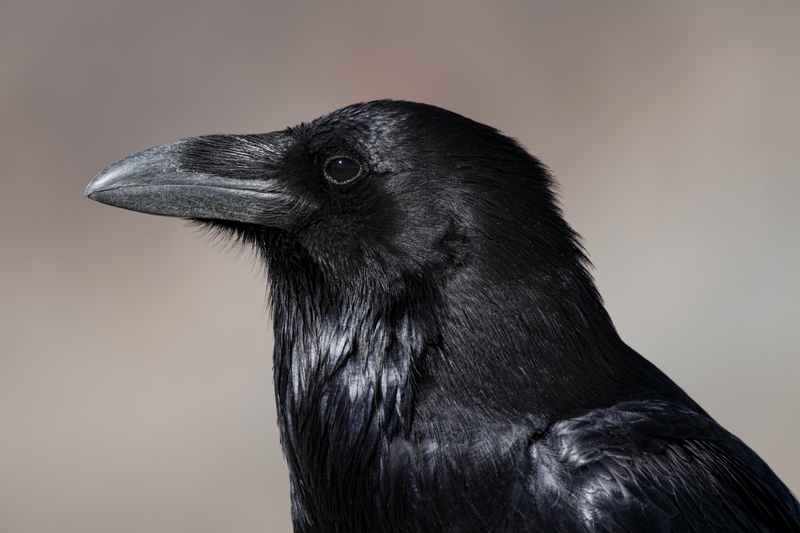
Kolkrabe (Corvus corax) mit den für Rabenvögel typischen Nasalborsten über den Nasenlöchern

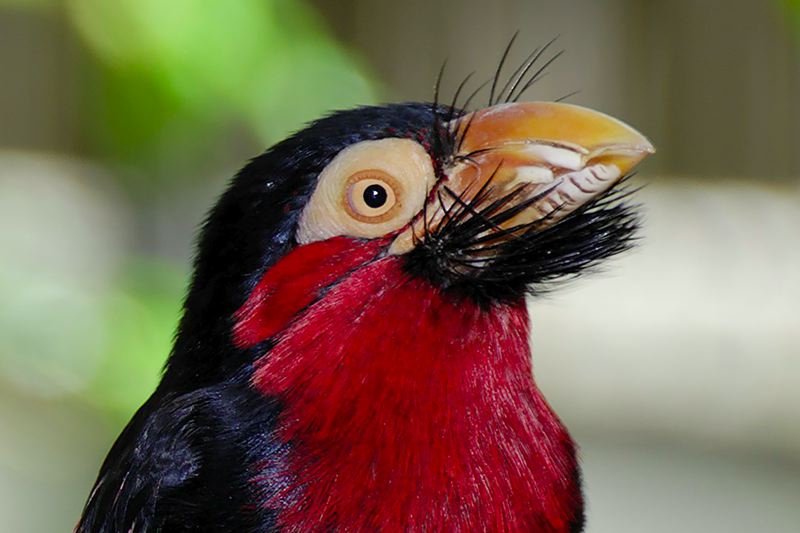
Ein Senegal-Furchenschnabel (Lybius dubius) mit den charakteristisch langen und freistehenden Nasalborsten der Bartvögel

Als Nasalborsten werden bei Vögeln dünne Federn bezeichnet, die von der vorderen Stirnregion in Richtung Oberschnabel wachsen und diesen teilweise bedecken oder auch von ihm abstehen. Sie sind eine abgewandelte Form von Schnabelborsten und haben sich bei verschiedenen Vogelgruppen unabhängig voneinander entwickelt. Nasalborstengefieder ist deshalb teils sehr unterschiedlich strukturiert. Die einzelnen Federn zeigen jedoch einen ähnlichen Aufbau: Sie bestehen lediglich aus einem länglichen Federschaft und besitzen keine Fahnen. Lediglich an der Basis finden sich einige wenige Federäste. Als typisches und ursprüngliches Merkmal gelten Nasalborsten vor allem bei der Familie der Rabenvögel (Corvidae), deren Mitglieder bis auf wenige Ausnahmen über anliegende, dichte Polster von Nasalborsten verfügen, die ihre Nasenlöcher bedecken. In Form von nur schwach abgewandelten Tastborsten sind Nasalborsten auch bei vielen Spechtvögeln (Piciformes) vorhanden, etwa bei den Bartvögeln (Capitonidae). Hier bedecken sie den Schnabel in der Regel nicht, sondern wachsen von der Stirnregion schräg nach oben und umgeben den Oberschnabel mit einem Kranz aus langen, freistehenden Borsten, der angelegt werden kann und zusammen mit den Schnabelborsten bisweilen wie ein Bart wirkt. Daneben treten sie auch bei vielen anderen Arten und Familien in unterschiedlicher Ausprägung auf. Die Funktion von Nasalborsten ist je nach Form unterschiedlich. Während sie als Polster über den Nasenlöchern wohl dem Schutz vor Verletzungen und Schmutz dienen, fungieren die langen, freistehenden Borsten anderer Gruppen als Tastorgane, vergleichbar mit den Schnurrhaaren einiger Säugetiere. Bei insektenfressenden Arten erfüllen Nasalborsten auch oft die Funktion eines Fanggitters, das der Beute das Entkommen erschwert.